# Zeegang

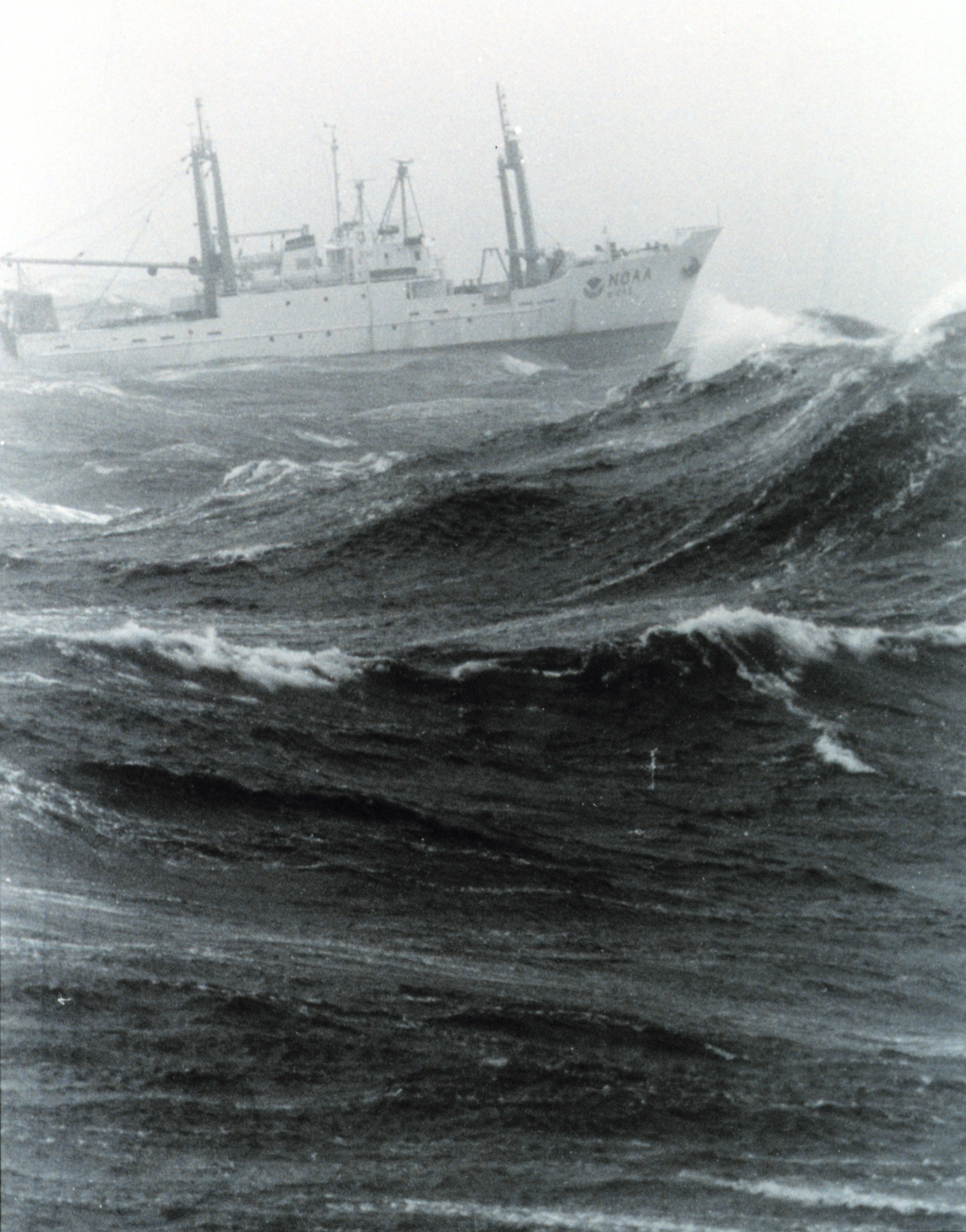
Schip in zware zeegang

Zeegang is een door de wind gegenereerd golfpatroon aan het wateroppervlak op zee. Dit in tegenstelling tot de deining die niet meer onder invloed van de wind staat. De windgolven in zeegang zijn duidelijk te onderscheiden van deining. Zeegang is onregelmatig, steil, met korte kammen, vol met kleine golfjes en rimpels en vaak met schuim bedekt. Deining is betrekkelijk regelmatig met flauwe hellingen, glad en met lange kammen.
De hoogte van de zeegang hangt van verschillende factoren af:
- de windsnelheid;
- de duur van de wind;
- de windbaan: de (ononderbroken) afstand in windrichting tot aan de kust;
- de waterdiepte: alleen als de golflengte groter is dan twee keer de waterdiepte.

Voor zeegang is er een schaal, die lijkt op de schaal van Beaufort.
| Schaal | Zeegang                        | Deining                             | Hoogte in meter |
| ------ | ------------------------------ | ----------------------------------- | --------------- |
| 0      | Vlak                           | Geen deining                        | 0               |
| 1      | Kabbelend                      | Lage, korte en matige lange deining | 0 — 0,10        |
| 2      | Licht golvend                  | Lage en lange deining               | 0,10 — 0,50     |
| 3      | Golvend                        | Matig hoge en korte deining         | 0,50 — 1,25     |
| 4      | Zee                            | Matig hoge en matig lange deining   | 1,25 — 2,50     |
| 5      | Aanschietende zee              | Matig hoge en lange deining         | 2,50 — 4,00     |
| 6      | Wilde zee                      | Hoge en korte deining               | 4,00 — 6,00     |
| 7      | Hoge zee                       | Hoge en matig lange deining         | 6,00 — 9,00     |
| 8      | Zeer hoge zee                  | Hoge en lange deining               | 9,00 — 14,00    |
| 9      | Buitengewoon hoge en wilde zee | Dooreenlopende deining              | 14,00 en meer   |